# 髪結い伊三次
『髪結い伊三次（かみゆいいさじ）』は1999年4月14日から6月23日にかけてフジテレビで制作・放送された時代劇ドラマ。全9話。原作は第75回オール讀物新人賞受賞作家・宇江佐真理の『髪結い伊三次捕物余話』。

## 概略
伊三次は普段、江戸の町中で出張髪結い業を営んでいる。伊三次のもう一つの顔は髪結い道具の髷棒片手に悪に立ち向かう北町奉行所同心・不破の下っ引きでもある。恋人の深川芸者・文吉や、周辺の人々とのやり取りを江戸の風俗・情緒などを織り交えながら江戸の町に起こる様々な出来事に立ち向かって行く。
「剣客商売」同様「鬼平犯科帳」に代わるフジテレビの時代劇シリーズとして満を持して製作された。
しかし作り手側の謳い文句とは裏腹にドロドロしたストーリー展開が目立ったからか、評判は今一つで結局シリーズ化されることなく終了した。
題字を書いたのは俳優の本田博太郎で、本田自身もゲスト出演している。
第9話に中村勘九郎（現・中村勘三郎）が船頭役でゲスト出演している。

## 主な配役
- 伊三次：中村橋之助

髪結いを生業とする傍らで不破の探索の手伝いもしている。若く腕がいいことからひいきも多い。同心の不破もその一人。芸者の文吉とは幼なじみの腐れ縁で顔を合わせれば言い争うが、実はいい仲。酒より甘いものが好物。自分の店を持って文吉と所帯を持とうとこつこつ金を貯めていたが・・・。
- 文吉（おぶん）：涼風真世

深川芸者。伊三次とは幼なじみで、何かと意気がってみせるがお互い強く思い合っている。幼なじみの伊三次などから「おぶん」と呼ばれることも。
- 不破友之進：村上弘明

江戸北町奉行所の敏腕同心。妻のいなみと子の龍之介の3人暮らし。切れ者だが、少々ぐうたら。
- いなみ：伊藤かずえ

不破の妻。かつて、家の事情から吉原に身を沈めた過去を持つ。意外に腕も立つ。
- 龍之介：岡田翔太

不破の子。10歳。
- 弥八：山田純大

伊三次の弟分。少々気が荒く喧嘩っ早い。伊三次をひどい目に遭わせたことがある。
- 留蔵：平泉成

情の厚い不破配下のベテラン岡っ引き。
- 作蔵：笹野高史

不破家で働く男。
- お美代：佐藤友紀

弥八の姉。
- 十兵衛：木村元

髪床「梅床」の親方。
- お園：岡まゆみ

十兵衛の女房で、伊三次の姉。
- おみつ：及森玲子

文吉（おぶん）の使用人。
- お春：和泉ちぬ

長屋の住人。

### ゲスト出演
第1話
- 巳之吉：桜木健一
- 佃の仁吉：佐藤蛾次郎

第2話
- 松助：杉山幸晴
- 駒吉：荻野目慶子
- 彦太郎：上杉祥三
- 成田屋：立川三貴
- おみね：立石凉子
- 与助：光石研
- おえん：星野美恵子

第3話
- おなみ：浅利香津代（第8話にも登場）
- おすみ（あさ吉）：土田早苗
- 芳蔵：中丸新将
- 鶴吉：井上ユカリ
- ぽん太：為重絵美
- 平助：本城丸裕
- 吾作：細川純一
- 浪人者：沖田さとし

第4話
- ゆき：国生さゆり
- 多聞：及川綾
- 村雨弥十郎：螢雪次朗
- お町：ひろみどり
- 遣り手：紅萬子
- 深見平五：下元年世
- 菊野：松本智恵
- 日向伝左衛門：中山仁（第6話にも登場）

第5話
- 喜八：火野正平
- 己之吉：遠藤憲一
- ての字屋庄兵衛：石山律雄
- お君：舟木幸
- 権太：黒田眞澄
- 長次：伊庭剛
- 利助：柴田善行
- 少年時代の伊三次：藤山扇次郎
- おせい：杉山とく子

第6話
- 大沢崎十郎：緒形幹太
- 幸助：山内としお

第7話
- 植草忠之：筧利夫
- 片岡：伊藤敏八
- 赤羽：南條豊
- 日下部：二反田雅澄
- 荒木：石倉英彦
- 西山：大竹修造
- 緑川：鶴田忍

第8話
- 伊勢屋忠兵衛：石橋蓮司
- 増次：本田博太郎
- おしげ：絵沢萠子
- 峰吉：谷口高史
- 喜久寿：塚本加成子
- おいち：小路佳奈

第9話
- 惣兵衛：織本順吉
- 川浪新作：秋野太作
- おりき：栗田よう子
- お紺：真瀬樹里
- 助松：坂東彌十郎
- 船頭：中村勘九郎（後の中村勘三郎）

## 放映リスト(サブタイトルリスト)
1. 盗っ人
2. 幻の声
3. 裏切り
4. 赤い闇
5. おっ母
6. 敵討ち
7. 初恋
8. 二代目
9. 約束

| スタブアイコン | サブスタブ | この項目は、まだ閲覧者の調べものの参照としては役立たない、テレビ番組に関連した書きかけの項目です。この項目を加筆・訂正などしてくださる協力者を求めています（P:テレビ/PJ:放送または配信の番組）。 |